# Nebulosa de Hind
NGC 1555, también conocida como nebulosa variable de Hind, es una nebulosa variable iluminada por la estrella Tau de la constelación de Tauro. Se trata de un objeto Herbig-Haro.